# 戀愛時代 (野澤尚)
《戀愛時代》是野澤尚所著作的戀愛小說，1996年12月經由1996年12月幻冬舎刊登，榮獲第4回島清戀愛文學賞。之後改編成韓國電視劇及日本電視劇。

## 電視劇

### 韓國電視劇
- 粗體字表示主角

韓國SBS電視台於2006年4月至5月期間，韓國時間逢星期一、二，晚上9時55分播放的月火連續劇，由孫藝真、甘宇成、孔炯軫、李荷娜等演員出演。改編自日本野澤尚同名小說。

#### 劇情介紹
全劇一開始，便以兩個離婚夫婦在結婚紀念日當天相約出來吃飯為開場，非常特別。女主角劉恩瑚（孫藝珍飾）是一個健身教練，有一次偶然的在找書的過程當中，遇上書店職員男主角李東鎮（甘宇成飾），並一見鍾情，他們後來更結成夫婦。婚後不久，兩人懷的孩子不幸流產，恩湖始終無法諒解，為何流產當晚東振竟然說要去書店，而無法陪著她，因為這樣的不諒解而終導致離婚，但其實劇末會交代這只是場誤會。
離婚之後，他們表面上看似是各自過著自己的生活，但是其實雙方都無法放下對彼此的牽掛，總是替彼此擔心。雖然口口希望兩個人都能趕快找到新的對象，但到頭來心中無法割捨的就是對方：雖然每每見面總是常常鬥嘴、吵架，但是其實到最後才發現，這才是那最真摯、最真實、最實在的愛情。

#### 人物關係及介紹
| 演員   | 角色           | 原著角色       | 關係/介紹 |
| 孫藝真 | 劉恩瑚（28歲） | 衛藤春（28歲） | 健身教練。 在一家體育中心工作。與東鎮偶然在書店相遇，並相愛結婚，但2年後離婚。性格開朗、粗心、單純、柔弱、固執因害怕受傷害，不願意把內心世界透露給別人。總是給人一種憂鬱的形象。                                                                                            |
| 甘宇成 | 李東鎮（32歲） | 早勢理一郎     | 恩瑚的前夫。 在一家大型書店工作，對前來購書的恩瑚一見鍾情，並結婚。工作上冷靜、機敏，但是在愛情方面卻優柔寡斷，有著柔弱的一面。 |
| 孔炯軫 | 孔俊彪（32歲） | 海江田護       | 婦產科醫生。東鎮的小學同學。 大學醫院的婦產科醫生，曾受東鎮的囑託，擔任過恩瑚的主治大夫，但因為胎兒的往生，因而產生了對接生的恐懼。和東鎮可以說是最好的朋友了，無話不談，時常是東鎮的戀愛軍師。和芝瑚一樣，也想湊合恩瑚與東鎮。是個內斂的人，對於自己想追求的愛情不善表達。 |
| 李荷娜 | 劉芝瑚（23歲） | 衛藤靜夏       | 恩瑚的妹妹，喜歡孔醫生。 是個可愛的角色，非常依賴姐姐恩瑚，同時也希望離異的姐姐和姊夫能順利複合，總會製造機會讓兩個人有多一點相處機會。而在擔心姐姐愛情的同時，自己卻也掉入愛河，與原本時常開玩笑的孔俊彪在一起。                                                           |
| 李陣郁 | 閔賢中         | 永富匠平       | 婚禮策劃人、多金貴公子。追求恩瑚。 |
| 吳允兒 | 金美妍         | 小笠原霞       | 恩瑚的朋友，單親媽媽。喜歡東鎮。 |
| 文晶熙 | 鄭幼晴         | 荒卷小百合     | 東鎮的初戀，再婚對象。 |
| 陳智熙 | 曹恩采         | 小笠原彩       | 美妍的女兒。 |
| 金甲洙 | 劉祈永         | 衛藤銀一       | 牧師。恩瑚及芝瑚的爸爸。恩瑚偶爾會call in到電台，向他請教對於感情的疑惑。 |
| 徐泰華 | 鄭允樹         | 喜多嶋龍一     | 教授。與妻子分居四年，喜歡恩瑚。 |
| 趙惠英 | 崔詠茵         | 喜多嶋貴子     | 鄭允樹分居四年的妻子。 |
| 河在淑 | 羅友莉         | 鬼塚望美       | 酒吧員工，恩瑚的朋友。 |

### 日本電視劇

#### 人物關係及介紹
| 演員       | 角色           | 關係/介紹                                                       |
| 比嘉愛未   | 衛藤春（28歲） | 健身教練。                                                      |
| 滿島真之介 | 早勢理一郎     | 春的前夫。 在一家大型書店工作。                                 |
| 松川星     | 衛藤靜夏       | 春的妹妹。                                                      |
| 中尾明慶   | 海江田護       | 婦產科醫生。理一郎的小學同學。 大學醫院的婦產科醫生。           |
| 淵上泰史   | 永富匠平       | 婚禮策劃人。                                                    |
| 佐津川愛美 | 小笠原霞       | 春的朋友，單親媽媽。                                            |
| 江口德子   | 荒卷小百合     | 理一郎的初戀，再婚對象。                                        |
| 橫山芽生   | 小笠原彩       | 霞的女兒。                                                      |
| 大石吾朗   | 衛藤銀一       | 春及靜夏的爸爸。春偶爾會call in到電台，向他請教對於感情的疑惑。 |
| 佐藤隆太   | 喜多嶋龍一     | 與妻子分居四年。                                                |
| 雾岛丽香   | 喜多嶋貴子     | 龍一分居四年的妻子。                                            |
| 川添野愛   | 鬼塚望美       | 酒吧員工，春的朋友。                                            |
| 川添野愛   | 鬼塚望美       | 酒吧員工。                                                      |
| 町田瑪莉   | 花籠老闆娘     |                                                                 |
| 芦名星     | 織田多実子     |                                                                 |

## 外部連結
- 韓國SBS官方網站 （页面存档备份，存于） 
- 日本YTV官方網站 （页面存档备份，存于） （日語）
- 台灣緯來官方網站 （页面存档备份，存于） （繁體中文）

## 作品的變遷
| 韓國 SBS 月火劇                 | 韓國 SBS 月火劇                     | 韓國 SBS 月火劇 |
| ------------------------------- | ----------------------------------- | --------------- |
|                                 | 戀愛時代 （2006.4.3 - 2006.5.23）   |                 |
| 薯童謠 （2005.9.5 - 2006.3.27） | 101次求婚 （2006.5.29 - 2006.7.25） |                 |

| 台灣 緯來戲劇台 週一至五22:00-23:00   | 台灣 緯來戲劇台 週一至五22:00-23:00      | 台灣 緯來戲劇台 週一至五22:00-23:00 |
| ------------------------------------- | ---------------------------------------- | ----------------------------------- |
|                                       | 戀愛時代 （2006.12.14 - 2007.1.16）      |                                     |
| 偉大的遺產 （2006.11.8 - 2006.12.13） | 真的真的喜歡你 （2007.1.17 - 2007.3.20） |                                     |

| 日本 讀賣電視台 週四連續劇                                       | 日本 讀賣電視台 週四連續劇        | 日本 讀賣電視台 週四連續劇 |
| ---------------------------------------------------------------- | --------------------------------- | -------------------------- |
|                                                                  | 戀愛時代 （2015.4.2 - 2015.6.18） |                            |
| 五星級旅遊 〜最好的旅行將導覽給您！！〜 （2015.1.8 - 2015.3.26） | 恨婚刑警 （2015.7.2 - 2015.9.17） |                            |